# Władimir Pietrow (hokeista)
Władimir Władimirowicz Pietrow (ros. Владимир Владимирович Петров; ur. 30 czerwca 1947 w Krasnogorsku, zm. 28 lutego 2017 w Moskwie) – radziecki hokeista, reprezentant ZSRR, trzykrotny olimpijczyk. Trener i działacz hokejowy.

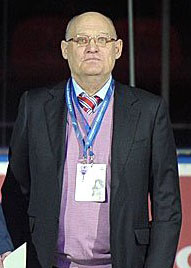
Władimir Pietrow w 2013

## Życiorys
Kariera zawodnicza
- Krylja Sowietow Moskwa (1965-1967)
- CSKA Moskwa (1967-1981)
- SKA Leningrad (1981-1983)

Uczestniczył w turniejach mistrzostw świata w 1969, 1970, 1971, 1972, 1973, 1974, 1975, 1977, 1978, 1979, 1981, Summit Series 1972, 1974 oraz na Zimowych Igrzyskach Olimpijskich 1972, 1976, 1980 (na turnieju ZIO 1980 brał udział w meczu nazwanym Cud na lodzie). Brał udział w meczach Challenge Cup 1979.
Kariera trenerska i działacza
- Siły Zbrojne Ministerstwa Obrony Narodowej w piłce nożnej, trener
- SKA MWO Kalinin (1989-1990), trener
- Komitet Weteranów ZSRR Federacji Hokeja na Lodzie (1990-1992), przewodniczący
- Federacja Hokeja Rosji (22 maja 1992 – 8 kwietnia 1994), prezes
- SKA Sankt Petersburg (2003-2005), dyrektor generalny

Po zakończeniu kariery został trenerem zarówno hokejowym jak i piłkarskim. Funkcjonował także jako działacz hokejowy, był m.in. prezesem Federacji Hokeja Rosji. Od lipca 2013 był członkiem zarządu CSKA Moskwa.
Zmarł 28 lutego 2017.

## Osiągnięcia
Reprezentacyjne
- Złoty medal mistrzostw świata: 1969, 1970, 1971, 1973, 1974, 1975, 1978, 1979, 1981
- Srebrny medal mistrzostw świata: 1972
- Brązowy medal mistrzostw świata: 1977
- Złoty medal igrzysk olimpijskich: 1972, 1976
- Srebrny medal zimowych igrzysk olimpijskich: 1980

Klubowe
- Złoty medal mistrzostw ZSRR: 1968, 1970, 1971, 1972, 1973, 1975, 1977, 1978, 1979, 1980, 1981 z CSKA Moskwa
- Srebrny medal mistrzostw ZSRR: 1969, 1974, 1976 z CSKA Moskwa
- Puchar ZSRR: 1968, 1969, 1973, 1977, 1979 z CSKA Moskwa
- Finalista Pucharu ZSRR: 1976 z CSKA Moskwa
- Puchar Europy: 1969, 1970, 1971, 1972, 1973, 1974, 1976, 1978, 1979, 1980, 1981 z CSKA Moskwa

Indywidualne
- Sezon 1969/1970 ligi radzieckiej:
  - Nagroda Najlepsza Trójka dla tercetu najskuteczniejszych strzelców ligi (oraz Walerij Charłamow i Boris Michajłow) - łącznie 124 gole
- Sezon 1970/1971 ligi radzieckiej:
  - Nagroda Najlepsza Trójka dla tercetu najskuteczniejszych strzelców ligi (oraz Walerij Charłamow i Boris Michajłow) - łącznie 88 goli
- Mistrzostwa świata w 1973: 
  - Skład gwiazd turnieju
  - Pierwsze miejsce w klasyfikacji kanadyjskiej turnieju: 34 punkty
- Sezon 1974/1975 ligi radzieckiej:
  - Nagroda Najlepsza Trójka dla tercetu najskuteczniejszych strzelców ligi (oraz Walerij Charłamow i Boris Michajłow) - łącznie 60 goli
- Mistrzostwa Świata w Hokeju na Lodzie 1975:
  - Skład gwiazd turnieju[5]
- Mistrzostwa świata w 1977: 
  - Skład gwiazd turnieju
- Sezon 1977/1978 ligi radzieckiej:
  - Nagroda Najlepsza Trójka dla tercetu najskuteczniejszych strzelców ligi (oraz Walerij Charłamow i Boris Michajłow) - łącznie 78 goli
- Mistrzostwa świata w 1979: 
  - Skład gwiazd turnieju
  - Pierwsze miejsce w klasyfikacji kanadyjskiej turnieju: 15 punktów

Rekordy
- Czwarte miejsce wśród najskuteczniejszych strzelców w reprezentacji ZSRR: 189 goli

## Wyróżnienia i odznaczenia
Wyróżnienia hokejowe
- Zasłużony Mistrz Sportu ZSRR w hokeju na lodzie: 1969
- Galeria Sławy IIHF: 2006
- Rosyjska Galeria Hokejowej Sławy: 2014

Odznaczenia państwowe
- Medal „Za pracowniczą dzielność”: dwukrotnie
- Order „Znak Honoru”: 1975, 1978
- Order „Za służbę Ojczyźnie w Siłach Zbrojnych ZSRR” III klasy
- Order Przyjaźni : 1996
- Order „Za zasługi dla Ojczyzny” IV klasy: 2004
- Order „Za zasługi dla Ojczyzny” III klasy: 2007

## Upamiętnienie
Tuż po śmierci Władimira Pietrowa, 28 lutego 2017 prezes Rosyjskiej Federacji Hokejowej Władisław Trietjak poinformował, że od sezonu 2017/2018 trofeum za zwycięstwo w rozgrywkach Wyższej Hokejowej Ligi (WHL), dotychczas pod nazwą Puchar Bratina, przyjmie nazwę pucharu imienia Władimira Pietrowa.